# Cuzieu, Loire
Cuzieu är en kommun i departementet Loire i regionen Auvergne-Rhône-Alpes i centrala Frankrike. Kommunen ligger i kantonen Saint-Galmier som tillhör arrondissementet Montbrison. År 2022 hade Cuzieu 1 496 invånare.

## Befolkningsutveckling
Antalet invånare i kommunen Cuzieu
| Referens: INSEE |